# ナタ (ボツワナ)
ナタ（英語: Nata）はボツワナセントラル地区の村。地区北部に位置し、ナタ空港がある。2001年の人口センサスによると、人口は4,150人。ナタ村にあるナタ川は、雨季には、雨季にのみ水が溜まる塩湖であるマカディカディ塩湖に水が流れる。

## 交通

### 空港
- ナタ空港（英語版）

## 道路
- 国道A3号線 (ボツワナ)（英語版）
- 国道A33号線 (ボツワナ)（英語版）